# Comuna Măldăeni, Teleorman
Măldăeni este o comună în județul Teleorman, Muntenia, România, formată numai din satul de reședință cu același nume.

## Toponimie
Comuna Măldăreni are acest nume, deoarece aici se făceau maldare de fân pentru hrana animalelor în timpul războiului domnitorului Ștefan Vodă (scrie oastea).

## Așezare
Este traversată de drumul european E70 și este situată în apropierea orașului Roșiorii de Vede.

## Instituții
În localitate există o școală generală cu clasele I-VIII, două grădinițe, un dispensar uman și unul veterinar, un cămin cultural. Toate acestea se află de-a lungul străzii principale, acolo unde se află dealtfel și secția de poliție. 

## Monumente istorice
Monumentul dedicat eroilor satului care au participat în Primul Război Mondial este ridicat în zona centrală a comunei. 

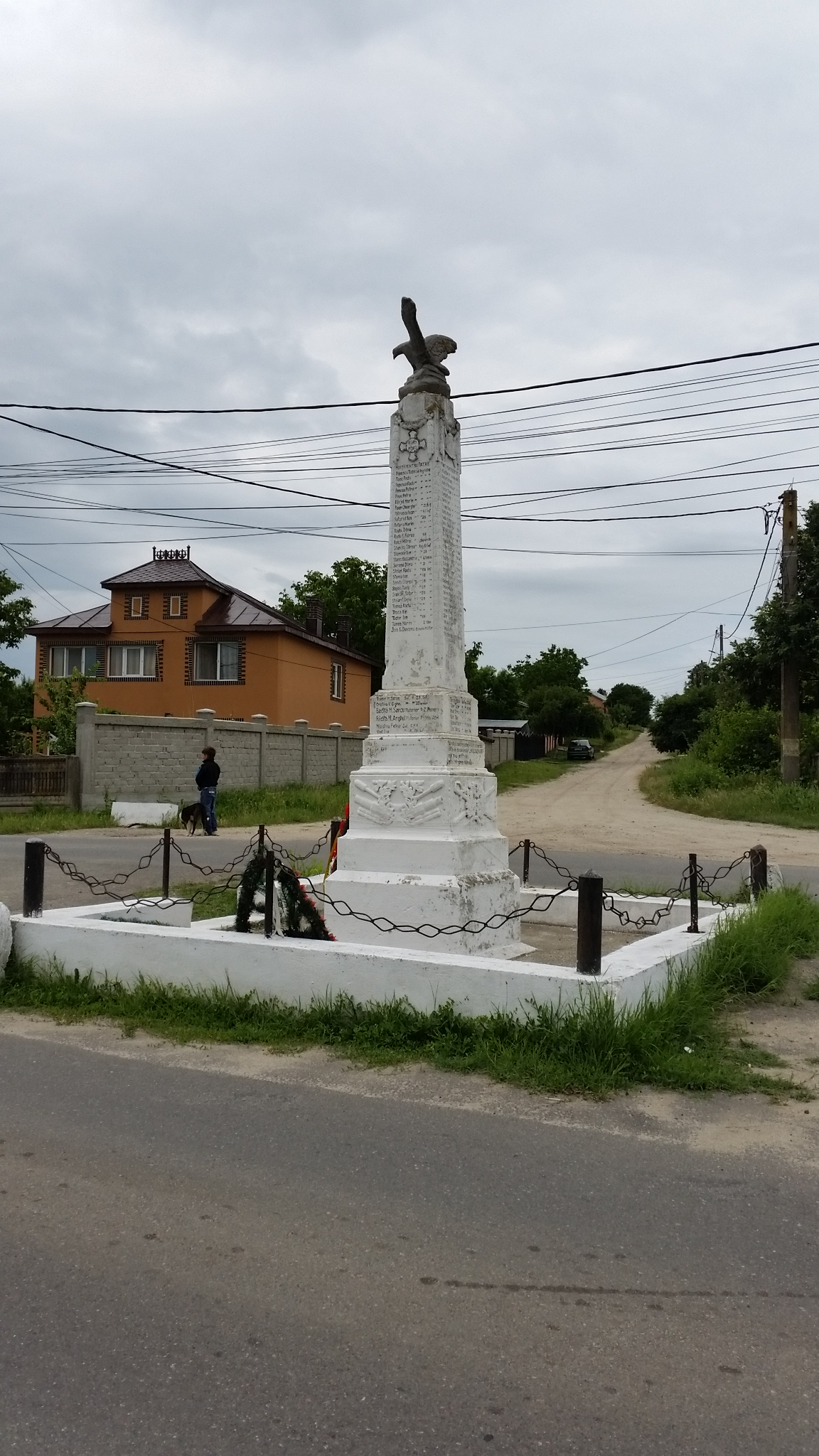
Monumentul din Măldăeni

## Lăcașuri de cult
În comună sunt patru biserici ortodoxe.

## Demografie
Componența etnică a comunei Măldăeni
     Români (93,96%)
     Alte etnii (6,04%)
Componența confesională a comunei Măldăeni
     Ortodocși (92,78%)
     Alte religii (1,15%)
     Necunoscută (6,07%)
Conform recensământului efectuat în 2021, populația comunei Măldăeni se ridică la 3.559 de locuitori, în scădere față de recensământul anterior din 2011, când fuseseră înregistrați 4.092 de locuitori. Majoritatea locuitorilor sunt români (93,96%). Din punct de vedere confesional, majoritatea locuitorilor sunt ortodocși (92,78%), iar pentru 6,07% nu se cunoaște apartenența confesională.

## Istorie
La sfârșitul secolului al XIX-lea, comuna făcea parte din plasa Târgului al județului Teleorman, era alcătuită, ca și acum, doar din satul Măldăeni și avea o populație de 2582 de locuitori. În comună exista o școală mixtă cu 31 de elevi și o biserică.
Anuarul Socec din 1925 consemnează comuna în plasa Roșiori a aceluiași județ și cu o populație de 2861 de locuitori.
În anul 1950, comuna a trecut în administrația raionului Roșiorii de Vede al regiunii Teleorman, raion care, doi ani mai târziu, a fost inclus în regiunea București.
În anul 1968, comuna a trecut la județul Teleorman, în actuala structură.

## Politică și administrație
Comuna Măldăeni este administrată de un primar și un consiliu local compus din 13 consilieri. Primarul, Ion Oprina[*], de la Partidul Social Democrat, este în funcție din 2012. Începând cu alegerile locale din 2024, consiliul local are următoarea componență pe partide politice:
|  | Partid                          | Consilieri | Componența Consiliului | Componența Consiliului | Componența Consiliului | Componența Consiliului | Componența Consiliului | Componența Consiliului | Componența Consiliului |
|  | ------------------------------- | ---------- | ---------------------- | ---------------------- | ---------------------- | ---------------------- | ---------------------- | ---------------------- | ---------------------- |
|  | Partidul Social Democrat        | 7          |                        |                        |                        |                        |                        |                        |                        |
|  | Partidul Național Liberal       | 3          |                        |                        |                        |                        |                        |                        |                        |
|  | Alianța pentru Unirea Românilor | 3          |                        |                        |                        |                        |                        |                        |                        |

## Personalități născute aici
- George Gană (1935 - 2010), profesor universitar și critic literar.
- Nicolae D. Pangică (n. 23 aprilie 1914, d. octombrie 1992, București), pionier al parașutismului românesc.
- Marin Cotoanță (n. 23 martie 1926, - d. 8 septembrie 1994, București) - a fost un cunoscut cobzar și lăutar virtuoz din România.